# Kajkowo (Białoruś)
Kajkowo (biał. Кайкава, ros. Кайково) – wieś na Białorusi, w obwodzie mińskim, w rejonie mińskim, w sielsowiecie Michanowicze.